# موشک کاغذی (فیلم)
موشک کاغذی فیلمی به کارگردانی و نویسندگی فرهاد مهران‌فر است. این فیلم که اولین اثر سینمایی اوست، در رتبه‌بندی موفق‌ترین فیلم‌های ایرانی بر حسب تعداد جوایز بین‌المللی دریافتی (۱۳۵۸ – ۱۳۸۲) با ۹ جایزه در رده هفتم و در کنار فیلم‌های خانه دوست کجاست (عباس کیارستمی)، کلید (ابراهیم فروزش) و بچه‌های آسمان (مجید مجیدی) قرار دارد.

## خلاصه داستان
هاشم حاکم‌زاده، کارمند بخش سمعی و بصری ادارهٔ فرهنگ و ارشاد اسلامی استان گیلان، مسئول نمایش فیلم در روستاهای دورافتادهٔ استان است. بسیاری از اهالی روستاها دور افتاده با سینما آشنایی ندارند. چند روز قبل از آغاز سال نو هاشم به همراه پسرش رضا برای نمایش فیلم به روستا می‌روند. در این سفر مردم روستا برای نخستین بار با سینما آشنا می‌شوند. هاشم و رضا نیز با مراسم و آیین مردم روستا و نیز زیبایی‌ها ساده زندگی مردم روستا آشنا می‌گردند.

## جوایز
فیلم سیمایی موشک کاغذی در جشنواره‌های داخلی و همچنین ۳۷ جشنواره بین‌المللی حضور یافت و موفق به کسب جوایز زیر شد:
- دریافت جایزهٔ ویژهٔ هیئت داوران و سیمرغ بلورین پانزدهمین جشنوارهٔ فیلم فجر- ۱۳۷۵
- دریافت دیپلم افتخار بهترین بازیگر مرد فیلم اول در پانزدهمین جشنوارهٔ فیلم فجر- ۱۳۷۵
- دریافت جایزهٔ نخست جشنوارهٔ میراث فرهنگی- ۱۳۷۶
- تقدیر از کارگردان و دریافت جایزهٔ بهترین بازیگر زن در پانزدهمین جشنوارهٔ ادبی فرهنگی

روستا- ۱۳۷۶
- دریافت جایزهٔ ویژهٔ هیئت داوران از بیست و ششمین جشنوارهٔ بین‌المللی رشد ۱۳۷۶
- دریافت جایزهٔ طاووس نقره‌ای از جشنوارهٔ بین‌المللی دهلی نو- ۱۹۹۷[۶][۷]
- دریافت جایزهٔ نخست جشنوارهٔ بین‌المللی سینه جونیور- پاریس- ۱۹۹۷
- دریافت جایزهٔ سیفژ از جشنوارهٔ بین‌المللی آلکینو- لهستان- ۱۹۹۷[۸]
- دریافت جایزهٔ ویژهٔ هیئت داوران جشنوارهٔ بین‌المللی زلین-جمهوری چک- ۱۹۹۸[۹]
- دریافت جایزهٔ ویژهٔ هیئت داوران جشنوارهٔ بین‌المللی سن سباستین- اسپانیا- ۱۹۹۸[۱۰]
- دریافت جایزهٔ نخست دومین جشنوارهٔ بین‌المللی المپیا- یونان- آذر ماه ۱۹۹۸[۱۱]